# Italochrysa everetti
Italochrysa everetti är en insektsart som först beskrevs av Herman Willem van der Weele 1909.  
Italochrysa everetti ingår i släktet Italochrysa och familjen guldögonsländor. Inga underarter finns listade i Catalogue of Life.